# Sadek (powiat szydłowiecki)
Sadek (dawn. Sadki) – wieś w Polsce położona w województwie mazowieckim, w powiecie szydłowieckim, w gminie Szydłowiec. Ma status sołectwa.
W skład sołectwa Sadek wchodzi także osada leśna Jarzębia.
Wieś nieoficjalnie dzieli się na osiedla: „Komorniki”, „Duży Sadek”, „Mały Sadek”, „Podlas”, „Polanki”, "Mały Szydłowiec"(Stacja PKP Szydłowiec). .
Mieszkańcy wsi, w przeważającej większości zajmują się rolnictwem i hodowlą. Znikoma część z nich zatrudniona jest w leśnictwie (innym dziale I sektora), przemyśle (branży metalowej, górniczej i in.). Mieści się tam zakład produkcyjny branży metalowej (COMES Sokołowscy sp. j.).
W Sadku działa Publiczna Szkoła Podstawowa im. Janusza Kusocińskiego. Wieś jest siedzibą rzymskokatolickiej parafii Matki Boskiej Bolesne.
Od 1989 odbywa się corocznie „Ogólnopolski Bieg Uliczny Sadek”, na który w charakterze gości są zapraszani znani sportowcy np.: Irena Szewińska.

## Części wsi
| SIMC    | Nazwa      | Rodzaj    |
| ------- | ---------- | --------- |
| 0639400 | Duży Sadek | część wsi |
| 0639417 | Komorniki  | część wsi |
| 0639423 | Mały Sadek | część wsi |

## Z historii
Prywatna wieś szlachecka, położona była w drugiej połowie XVI wieku w powiecie radomskim województwa sandomierskiego.
Na skraju miejscowości w części zwanej Podlas, znajduje się leśna mogiła dwóch zamordowanych działaczy AK, a zarazem mieszkańców tejże wsi. Leżą w niej Jan Bąk i Aleksander Szymański, rozstrzelani 10 lipca 1944 roku podczas okupacji hitlerowskiej. W 2001 r. w miejscu ich pochówku postawiono kamień z tablicą upamiętniającą krwawe zdarzenie. Na skraju Sadku Małego w 2009 roku postawiony został krzyż w miejscu pochówku i w pobliżu miejsca śmierci dwóch żołnierzy polskich poległych najprawdopodobniej 8 września 1939 roku. Według przekazu Wacława Ruzika byli to żołnierze: Władysław Napora oraz Błażej Żywina, z częstochowskiego 7 pułku piechoty z którego to pułku zbiorczy batalion walczył w Bitwie pod Barakiem w składzie 36 DP rez. W końcu 1939 roku po ekshumacji zwłoki przeniesiono na cmentarz wojenny w Szydłowcu. Ponadto w Sadku Podlas, w zabudowaniach gospodarza o nazwisku Jaworski, w wyniku ostrzału artyleryjskiego spłonęło kilku rannych żołnierzy.
Las Dąbrowa pomiędzy Sadkiem a Szydłowcem był w nocy 22 stycznia 1863 roku miejscem koncentracji oddziałów powstańczych przed ich atakiem na wojska rosyjskie stacjonujące w Szydłowcu. Powstańcami dowodził płk Marian Langiewicz.